# Veroli
Veroli – miejscowość i gmina we Włoszech, w regionie Lacjum, w prowincji Frosinone.
Według danych na rok 2004 gminę zamieszkiwało 19 818 osób, 165,2 os./km².

## Współpraca
- Bruck an der Mur, Austria
- Spinea, Włochy